# Marko Lomić
Marko Lomić (13 de setembro de 1983) é um futebolista profissional sérvio que atua como defensor.

## Carreira
Marko Lomić representou a Seleção Servo-Montenegrina de Futebol nas Olimpíadas de 2004.